# Кім Мьон Ок
Кім Мьон Ок (17 вересня 1972) — південнокорейська хокеїстка на траві.
Срібна призерка Олімпійських Ігор 1996 року, учасниця 2000 року.
Переможниця Азійських ігор 1994, 1998 років.